# Garbage

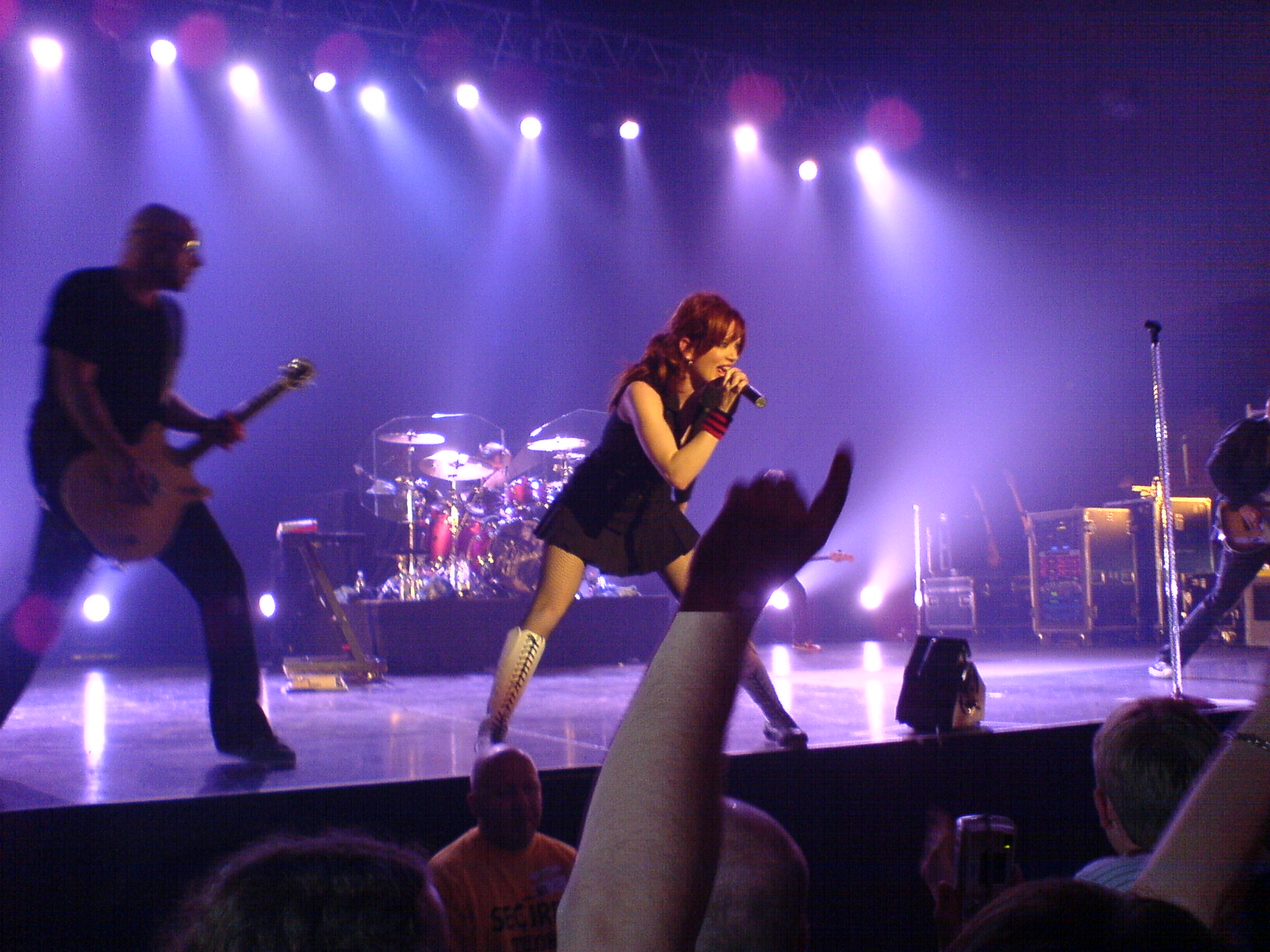
Garbage podczas koncertu w 2005 roku.

Garbage – amerykańska rockowa grupa muzyczna zaliczana do gatunku alternatywny rock, powstała w roku 1994.
W swojej twórczości muzycy korzystają z szerokiej gamy instrumentów – od gitar elektrycznych po próbki dźwiękowe z utworów innych wykonawców. W ich dorobku znajdują się utwory żywe i pobudzające, ale też spokojne, poetyckie ballady. Elementy charakterystyczne dla Garbage to, między innymi, wplatanie w melodię elementów z innych niż rock stylów muzycznych, używanie próbek dźwiękowych z różnymi szumami i trzaskami, czy elektroniczne modyfikowanie głosu wokalistki.

## Skład zespołu
- Shirley Manson – śpiew, gitara
- Butch Vig – perkusja, sampler
- Duke Erikson – gitara, gitara basowa, instrumenty klawiszowe
- Steve Marker – gitara, gitara basowa, sampler

## Dyskografia
| tytuł i rok wydania                         | rodzaj albumu                                                    | single |
| ------------------------------------------- | ---------------------------------------------------------------- | --- |
| Garbage (1995)                              | studyjny                                                         | - "Vow" (1995) - "Subhuman" (1995) - "Queer" (1995) - "Stupid Girl" (1996) - "Only Happy When It Rains" (1996) - "Milk" (1996)                                                                           |

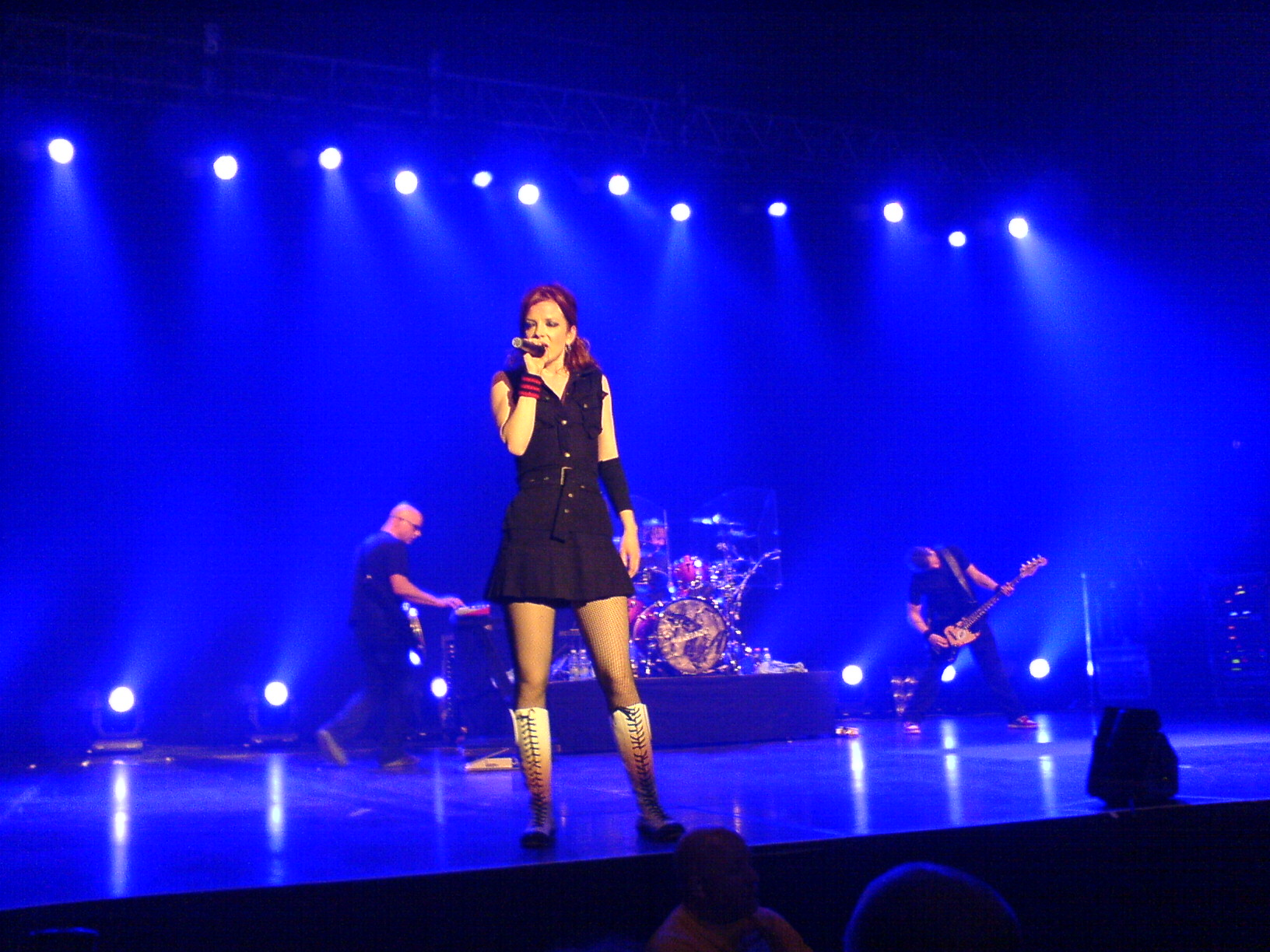
Koncert zespołu – Kopenhaga, rok 2005.

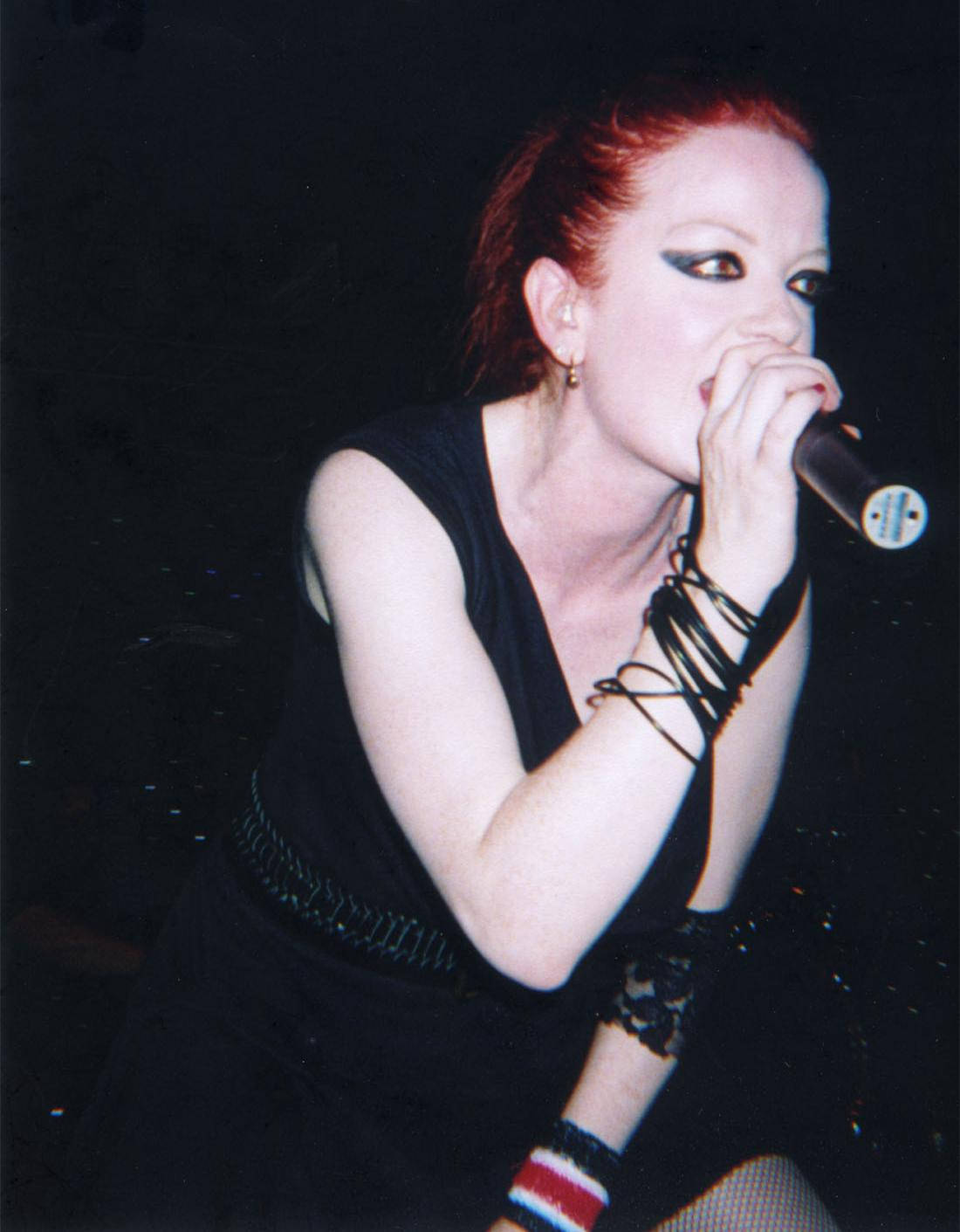
Wokalistka Garbage, Shirley Manson, podczas występu.

| –                                           | –                                                                | "#1 Crush" (1997) singel z albumu William Shakespeare's Romeo + Juliet: Music from the Motion Picture z muzyką z filmu Romeo i Julia                                                                     |
| Version 2.0 (1998)                          | studyjny                                                         | - "Push It" (1998) - "I Think I'm Paranoid" (1998) - "Special" (1998) - "When I Grow Up" (1999) - "The Trick Is to Keep Breathing" (1999) - "You Look So Fine" (1999) - "The World Is Not Enough" (1999) |
| Beautiful Garbage (2001)                    | studyjny                                                         | - "Androgyny" (2001) - "Cherry Lips" (2002) - "Breaking Up the Girl" (2002) - "Shut Your mouth" (2002)                                                                                                   |
| Bleed Like Me (2005)                        | studyjny                                                         | - "Why Do You Love Me" (2005) - "Bleed Like Me" (2005) - "Sex Is Not the Enemy" (2005) - "Run Baby Run" (2005)                                                                                           |
| Absolute Garbage (2007)                     | kompilacyjny                                                     | - "Tell Me Where It Hurts" (2007) |
| Not Your Kind of People (2012)              | studyjny                                                         | - "Blood for Poppies" (2012) - "Battle in Me" (2012) - "Automatic Systematic Habit" (2012) - "Big Bright World" (2012) - "Control" (2012)                                                                |
| The Absolute Collection (2012)              | kompilacyjny                                                     | – |
| –                                           | –                                                                | "Because the Night" (2013) z zespołem Screaming Females, cover piosenki z repertuaru Patti Smith, singel wydany z okazji Record Store Day 2013                                                           |
| –                                           | –                                                                | "Girls Talk" (2014) z Brody Dalle, singel wydany z okazji Record Store Day 2014 |
| –                                           | –                                                                | "The Chemicals" (2015) z Brianem Aubertem, singel wydany z okazji Record Store Day 2015 |
| Strange Little Birds (2016)                 | studyjny                                                         | - "Empty" (2016) - "Even Though Our Love Is Doomed" (2016) - "Magnetized" (2016) |
| Version 2.0: The Official Remixes (2016)    | remix                                                            | – |
| –                                           | –                                                                | "No Horses" (2017) singel wydany z okazji wspólnej trasy koncertowej Garbage i Blondie „Rage and Rapture Tour”                                                                                           |
| –                                           | –                                                                | "Destroying Angels" (2018) z Johnem Doe & Exene Cervenką, singiel wydany z okazji amerykańskiego Record Store Day Black Friday 2018                                                                      |
| No Gods No Masters (2021)                   | studyjny                                                         | - "The Men Who Rule the World" (2021) - "No Gods No Masters" (2021) - "Wolves" (2021) |
| Anthology (2022)                            | kompilacyjny                                                     | - "The World Is Not Enough" (2022) - "Witness to Your Love" (2022) |
| Witness to Your Love (2023)                 | EP, wydany z okazji April Record Store Day 2023                  | "Cities in Dust" (2023) – cover piosenki z repertuaru Siouxsie and the Banshees |
| Lie to Me (2024)                            | EP, wydany z okazji April Record Store Day 2024                  | – |
| Copy/Paste (2024)                           | kompilacyjny, wydany z okazji Record Store Day Black Friday 2024 | – |
| Let All That We Imagine Be the Light (2025) | studyjny                                                         | - „There's No Future in Optimism” (2025) - „Get Out My Face AKA Bad Kitty” (2025) |